# ریسینولئیک اسید
ریسینولئیک اسید (به انگلیسی: Tetramethrin) با فرمول شیمیایی C۱۹H۲۵NO۴ یک ترکیب شیمیایی با شناسه پاب‌کم ۸۳۹۷۵ است. که جرم مولی آن ۳۳۱٫۴۰۶ g/mol می‌باشد. 